# Волховская ГЭС
Волховская ГЭС (имени В. И. Ленина, ГЭС-6) — гидроэлектростанция на реке Волхов в Волховском районе Ленинградской области, в городе Волхове. Первая крупная гидроэлектростанция России, объект культурного наследия России федерального значения. Подготовительные работы по строительству Волховской ГЭС были начаты в 1917 году, но первые годы строительство велось низкими темпами и было активизировано после включения станции в план ГОЭЛРО. Первый гидроагрегат Волховской ГЭС был пущен в 1926 году, а в следующем году станция вышла на полную мощность. В ходе Великой Отечественной войны станция снабжала электроэнергией блокадный Ленинград по проложенному по дну Ладожского озера кабелю. Волховская ГЭС находилась вблизи линии фронта и неоднократно обстреливалась, в 1941 году значительная часть оборудования станции была эвакуирована, к 1945 году гидроэлектростанция была восстановлена.
Волховская ГЭС сыграла важную роль в энергообеспечении Ленинграда, в первые годы после ввода в эксплуатацию она обеспечивала более 40 % потребностей города в электроэнергии. Ещё одним потребителем электроэнергии станции стал первый в СССР алюминиевый завод. Водохранилище гидроэлектростанции затопило пороги на Волхове, являвшиеся значительным препятствием для судоходства, также следствием её строительства стало возникновение города Волхов. Негативным последствием сооружения Волховской ГЭС стало значительное сокращение популяции волховского сига.
Волховская ГЭС неоднократно модернизировалась с увеличением мощности, в то же время часть изначально установленного оборудования до сих пор находится в эксплуатации. За исключением судоходного шлюза станция принадлежит ПАО «ТГК-1».

## Конструкция станции
Волховская ГЭС представляет собой низконапорную русловую гидроэлектростанцию (здание ГЭС входит в состав напорного фронта). Сооружения гидроэлектростанции включают в себя бетонную водосливную плотину, здание ГЭС, водоспуск, ледозащитную стенку, верхний, средний и нижний островки, рыбоход, судоходный шлюз; общая протяжённость подпорных сооружений гидроузла составляет 430 м. Особенностью компоновки станции является расположение здания ГЭС под углом к водосливной плотине, а также наличие перед зданием ГЭС аванкамеры, образованной ледозащитной стенкой. Установленная мощность электростанции — 84 МВт, проектная среднегодовая выработка электроэнергии — 347 млн кВт·ч, фактическая среднегодовая выработка электроэнергии — 367 млн кВт·ч.

### Водосливная плотина
Водосливная плотина, расположенная между левым берегом и средним островком, предназначена для пропуска воды в сильные паводки либо при остановленных гидроагрегатах. По конструкции водосбросная плотина — гравитационная бетонная, длина плотины — 212,32 м, ширина по основанию — 21 м, максимальная высота — 22,13 м. Плотина разделена 15 бычками на 14 пролётов, перекрываемых плоскими затворами, при этом 14 пролётов имеют ширину 12 м и один — 4,3 м. Пороги пролётов расположены на отметке нормального подпорного уровня водохранилища. Плотина рассчитана на пропуск 1074 м³/с воды при форсированном нормальном подпорном уровне водохранилища. Гашение энергии сбрасываемой воды производится на бетонной плите (флютбет) шириной 17 м, защищающей дно реки от размыва сбрасываемыми потоками воды.

### Водоспуск
Водоспуск расположен между зданием ГЭС и судоходным шлюзом, его задачей является пропуск воды при наиболее сильных паводках, а также пропуск льда из аванкамеры. Ширина водоспуска составляет 22 м, он оборудован двумя пролётами шириной по 9 м, перекрываемыми плоскими затворами. Гашение энергии сбрасываемого потока воды происходит на рисберме с гасителями. Максимальная пропускная способность водоспуска составляет 1250 м³/с, но по условиям недопущения разрушения крепления дна реки в нижнем бьефе она ограничена 900 м³/с.

### Островки
В состав гидротехнических сооружений станции входят верхний, нижний и средний островки, образованные бетонными (либо из каменной кладки) подпорными стенками, пространство между которыми заполнено грунтом. Задачей островков является сопряжение между собой других сооружений. Верхний островок сопрягает разделительную стенку судоходного шлюза и ледозащитную стенку, нижний островок расположен между зданием ГЭС и водоспуском, средний островок — между водосливной плотиной и зданием ГЭС.

### Ледозащитная стенка
Ледозащитная стенка расположена между верхним и средним островками, вместе со зданием ГЭС, судоходным шлюзом, водоспуском и островками образует аванкамеру. Задачей стенки является защита аванкамеры и водоприёмных отверстий гидротурбин от попадания в них льда. Представляет собой бетонную аркаду с 18 арочными пролётами, наверху которой находится массивная бетонная стена. Длина стенки — 257 м, ширина — 2,54 м, ширина каждого арочного пролёта — 11,3 м.

### Рыбоход
Рыбоход расположен в массиве среднего островка, по конструкции представляет собой шлюз, состоящий из верхнего лотка, вертикальной шахты и нижнего лотка. Конструкция рыбохода оказалась неудачной, в связи с чем он был выведен из эксплуатации и законсервирован.

Сооружения Волховской ГЭС
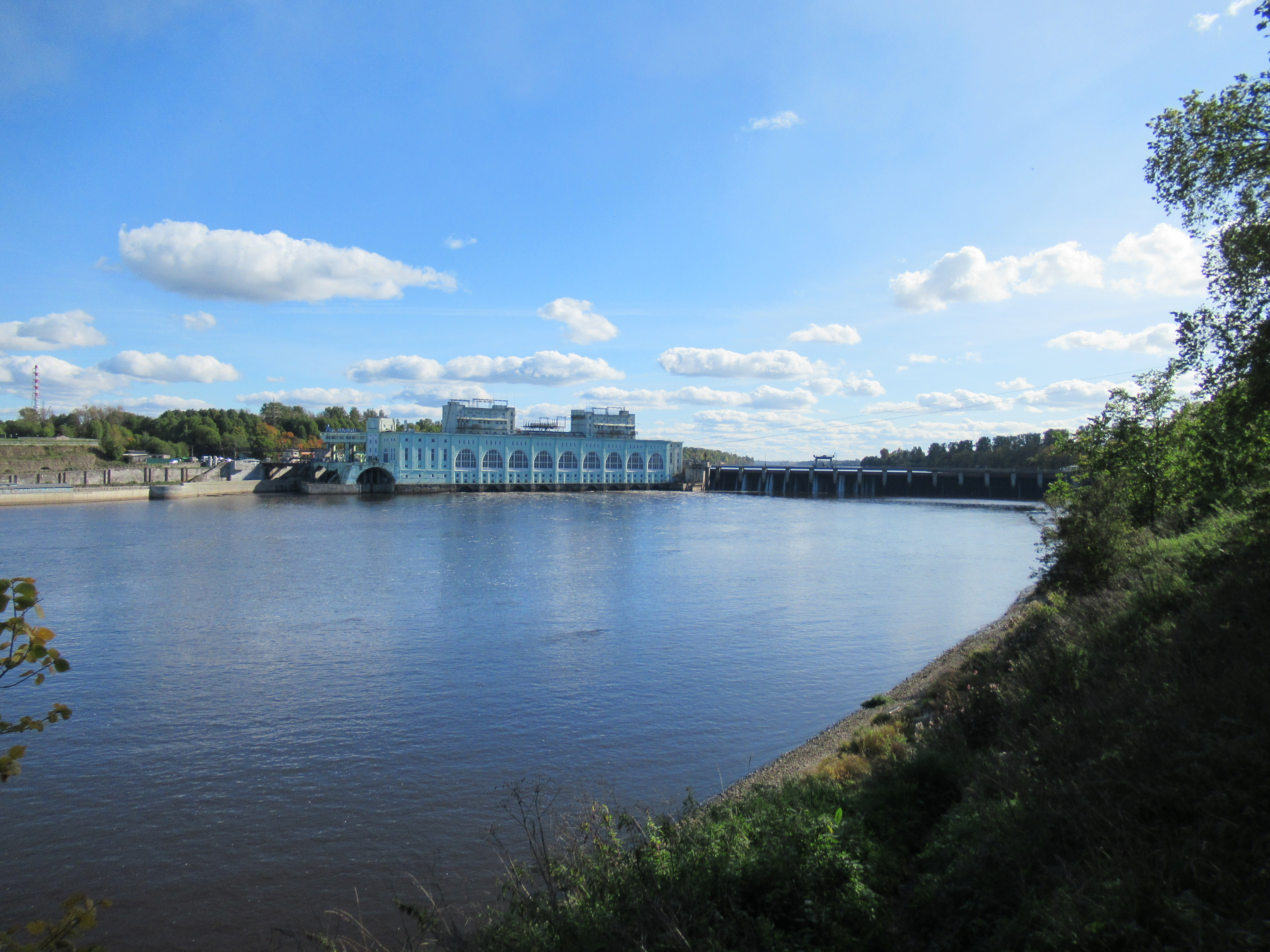
Панорама сооружений
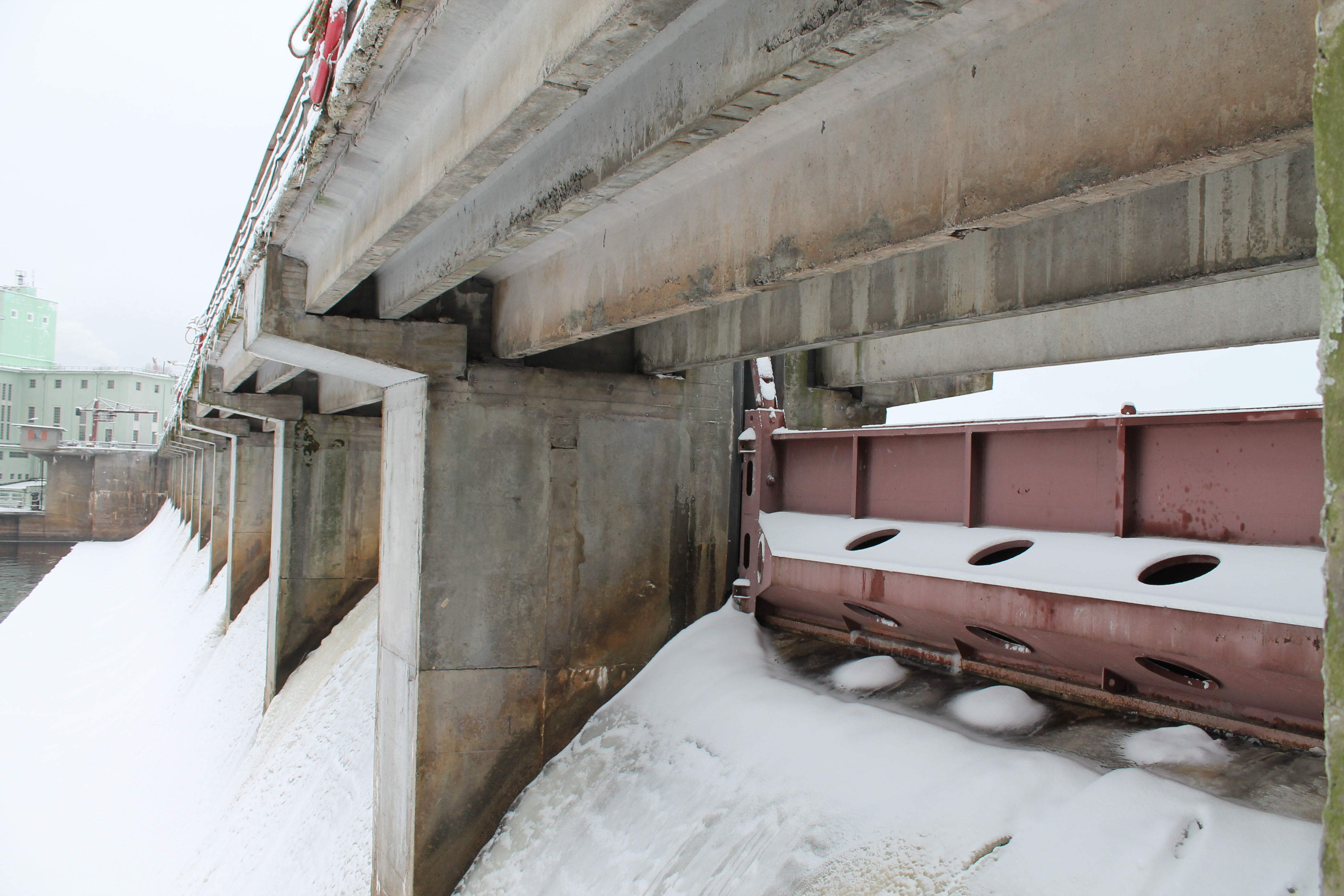
Водосливная плотина и затворы
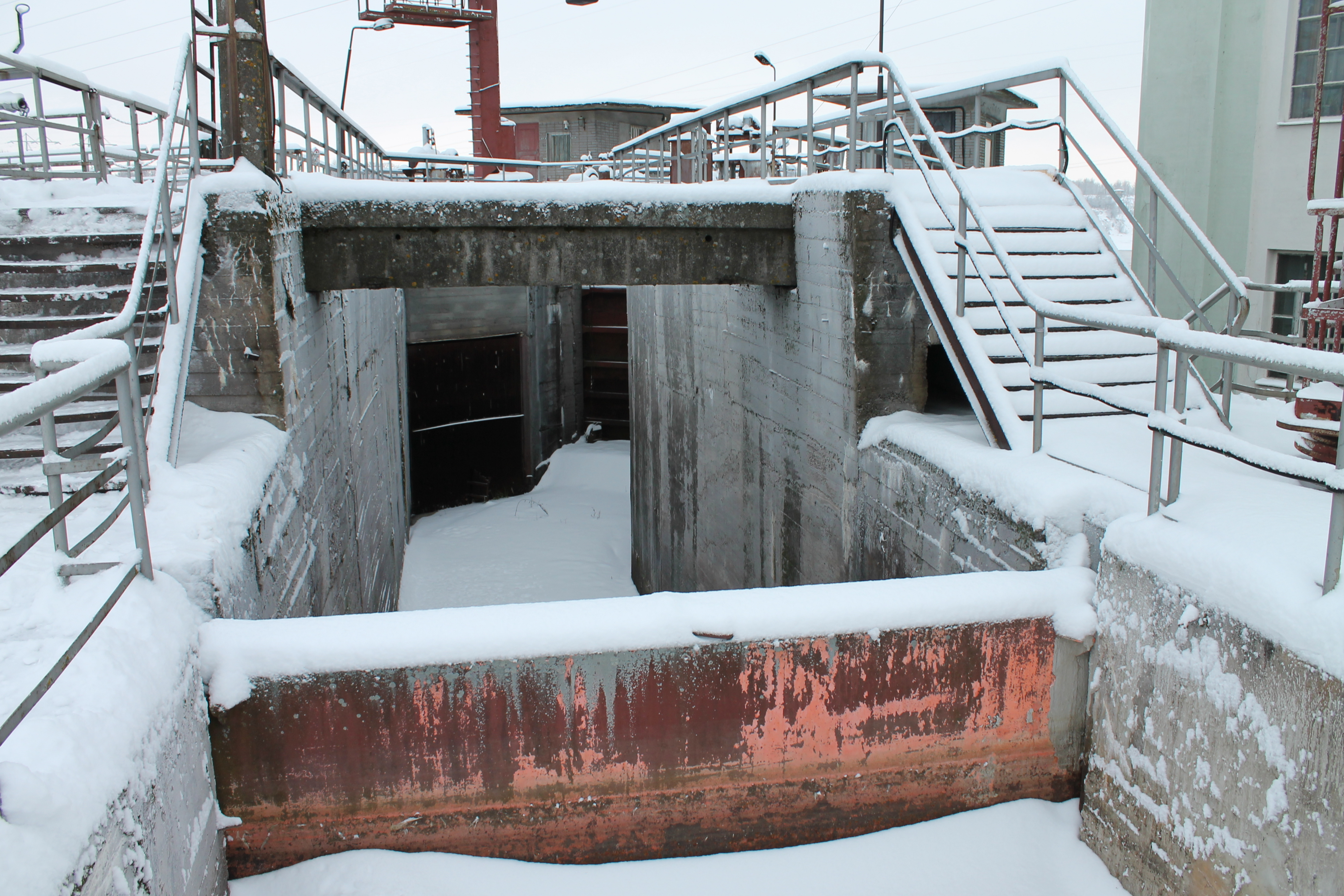
Рыбоход
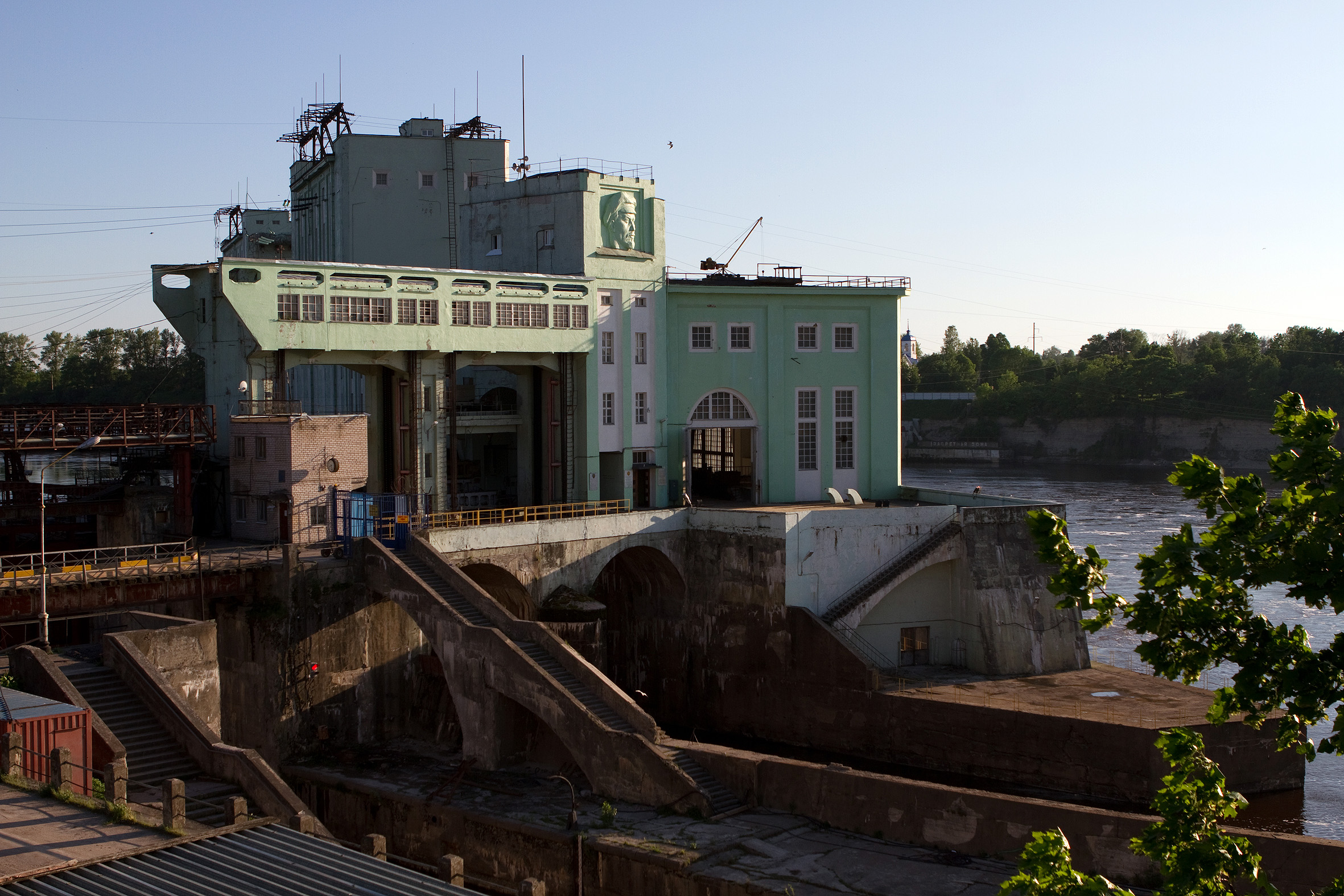
Водоспуск

### Здание ГЭС
Здание ГЭС руслового типа (воспринимает напор воды), длина здания — 140,4 м, ширина (по подводной части) — 40,4 м (архитектор - О. Р. Мунц ). Конструктивно здание ГЭС выполнено из монолитного железобетона, состоит из щитового отделения, машинного зала и помещений электротехнических устройств. В машинном зале размещены восемь вертикальных гидроагрегатов с радиально-осевыми турбинами, работающими на расчётном напоре 10,5 м (старые гидроагрегаты) и 12 м (новые гидроагрегаты): четыре мощностью по 9 МВт и четыре мощностью по 12 МВт. Агрегаты мощностью 9 МВт (станционные номера 2, 3, 4 и 5) оборудованы гидротурбинами РО 15-В-450, производства шведской фирмы «Веркстаден Кристинехамн», и гидрогенераторами CS 3208 (гидроагрегаты № 2, 3 и 4) производства шведской фирмы ASEA либо ВВ-87-50-75 (гидроагрегат № 5) производства завода «Электросила». Агрегаты мощностью 12 МВт (станционные номера 1, 6, 7 и 8) оборудованы турбинами РО 15/883-В-455 производства Ленинградского металлического завода и гидрогенераторами СВ 840/95-80УХЛ4 производства завода «Электросила». Кроме того, имеются два вспомогательных гидроагрегата для собственных нужд станции мощностью по 1 МВт, также с радиально-осевыми турбинами, к настоящему времени выведенные из эксплуатации. Также в машинном зале расположен мостовой кран грузоподъёмностью 125 тонн.

Гидросиловое оборудование Волховской ГЭС
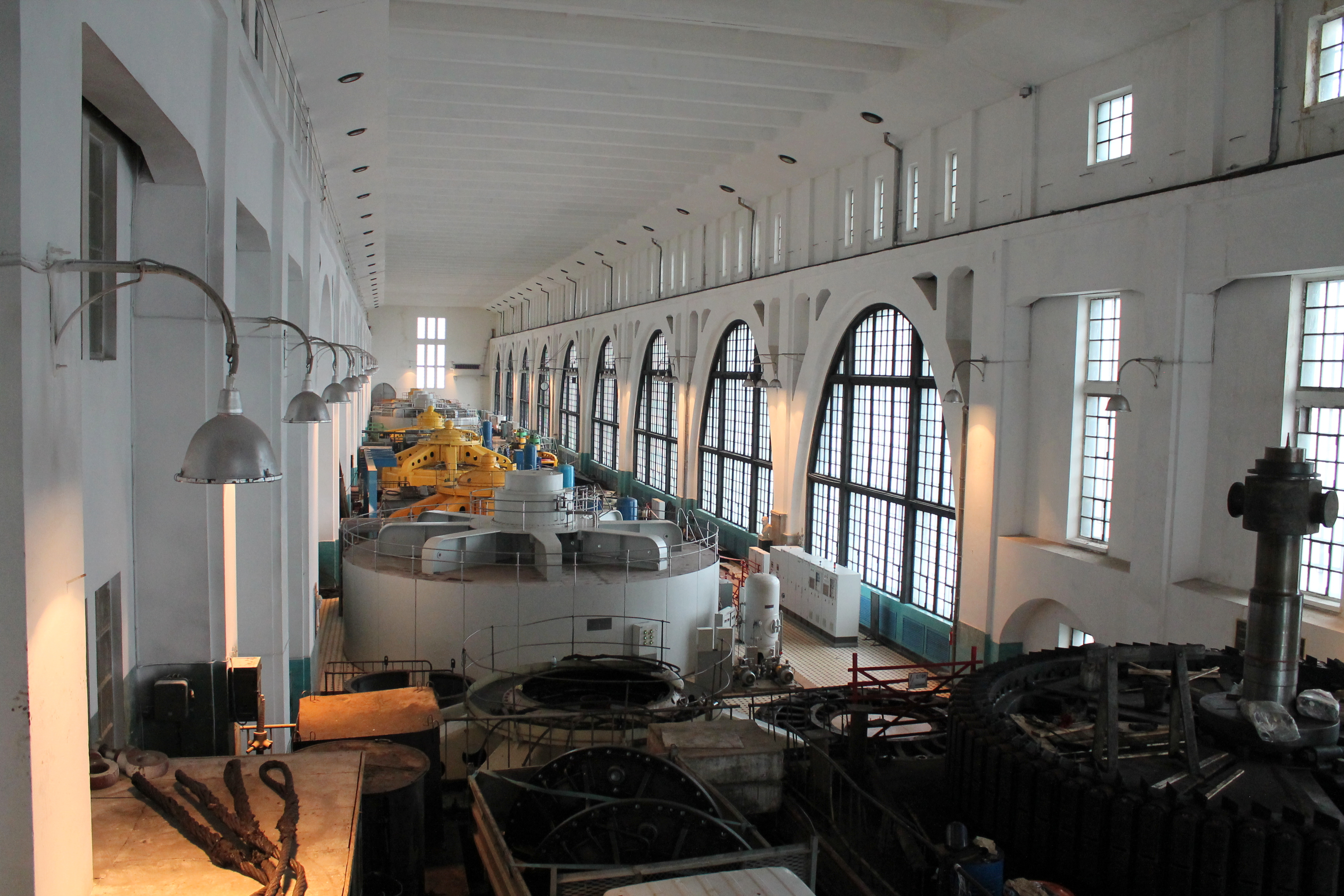
Машинный зал
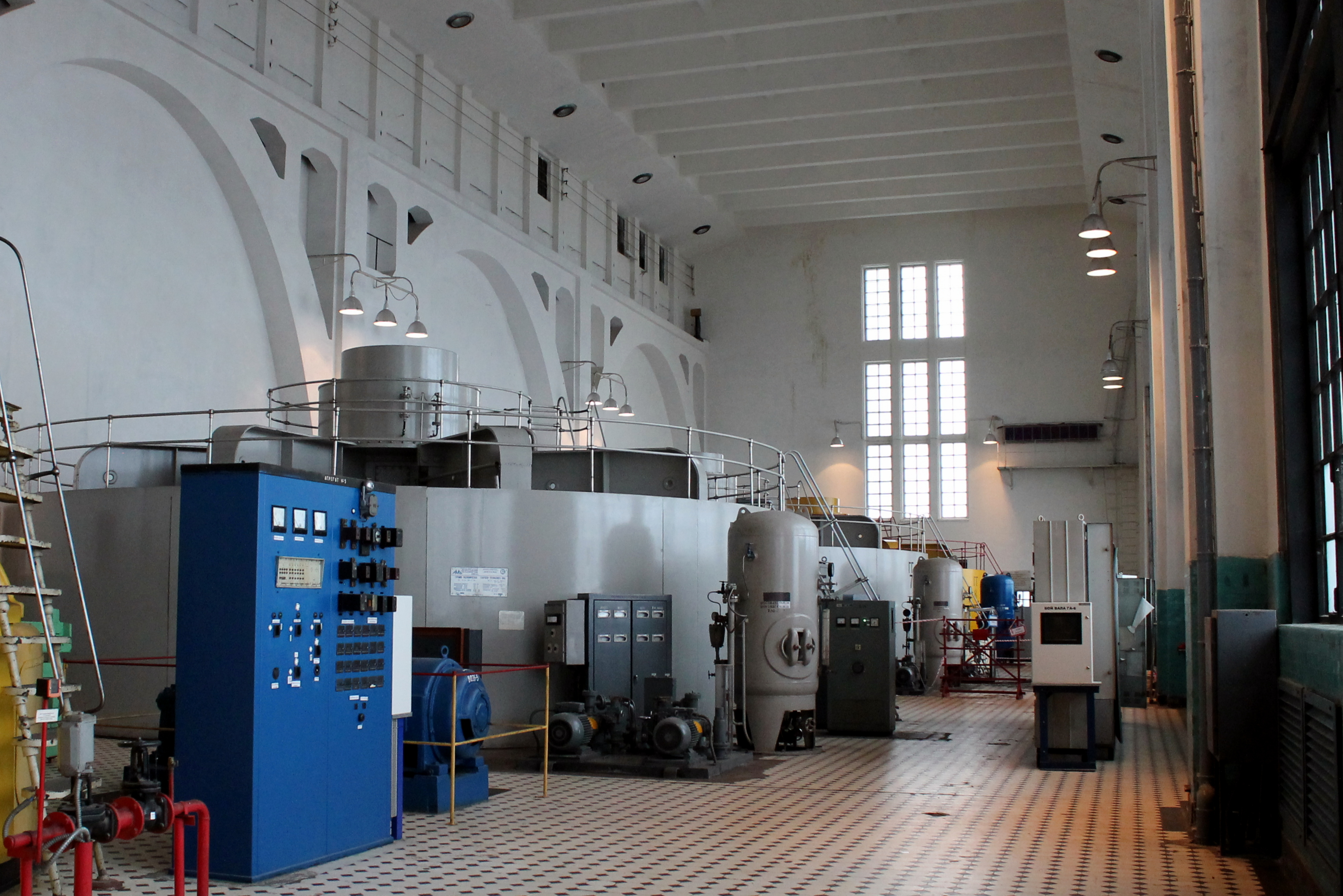
Новые гидроагрегаты
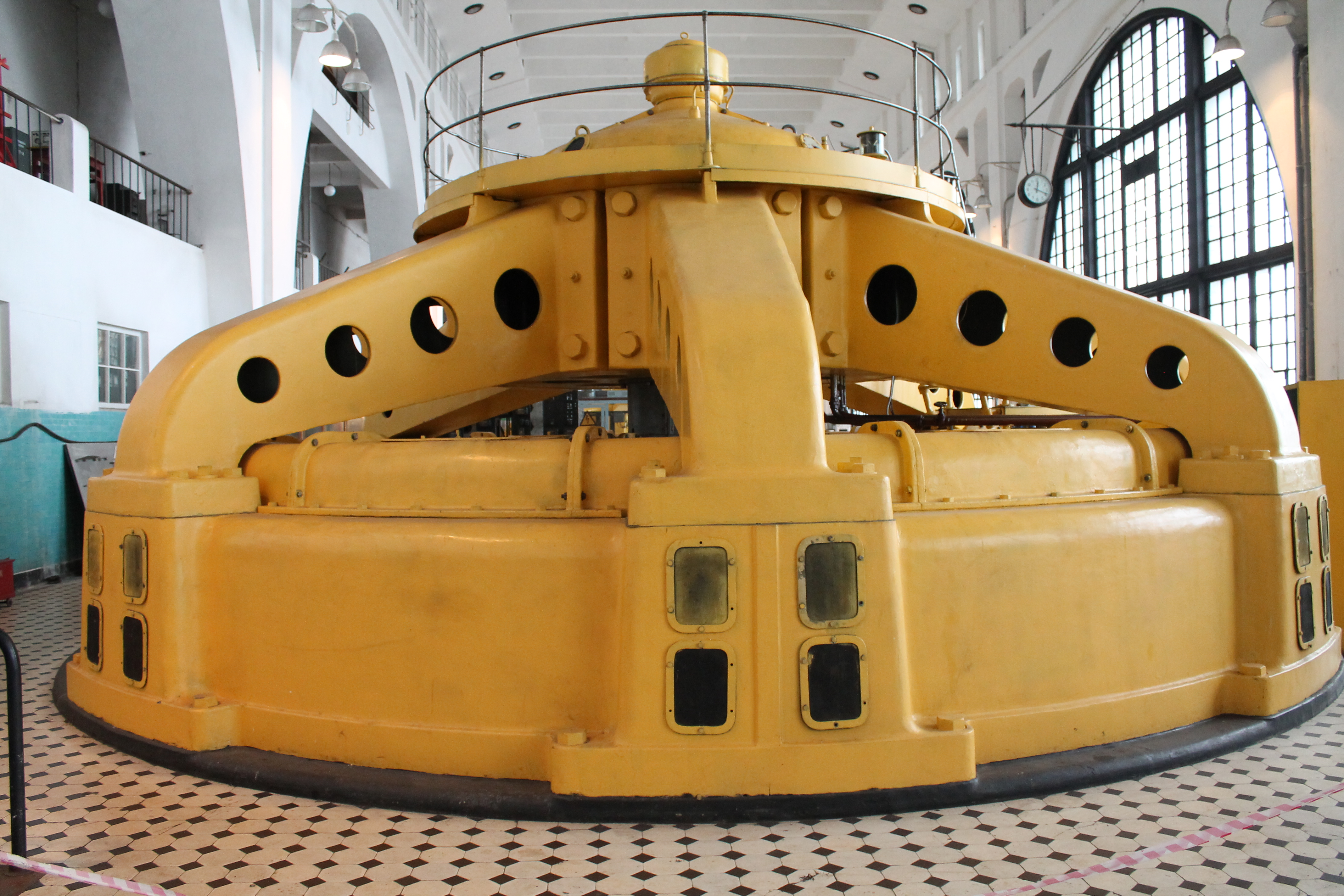
Старый гидроагрегат
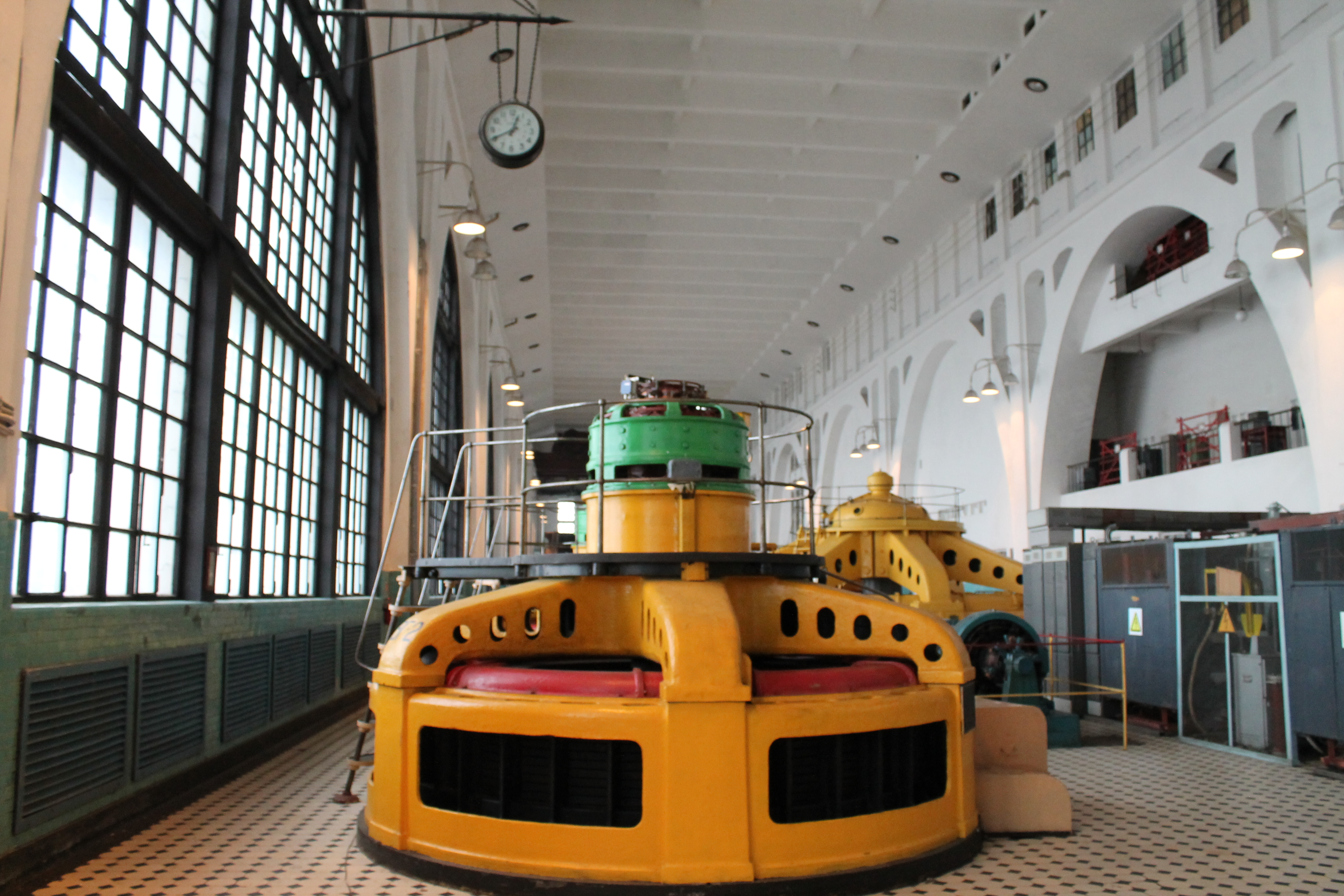
Вспомогательный гидроагрегат
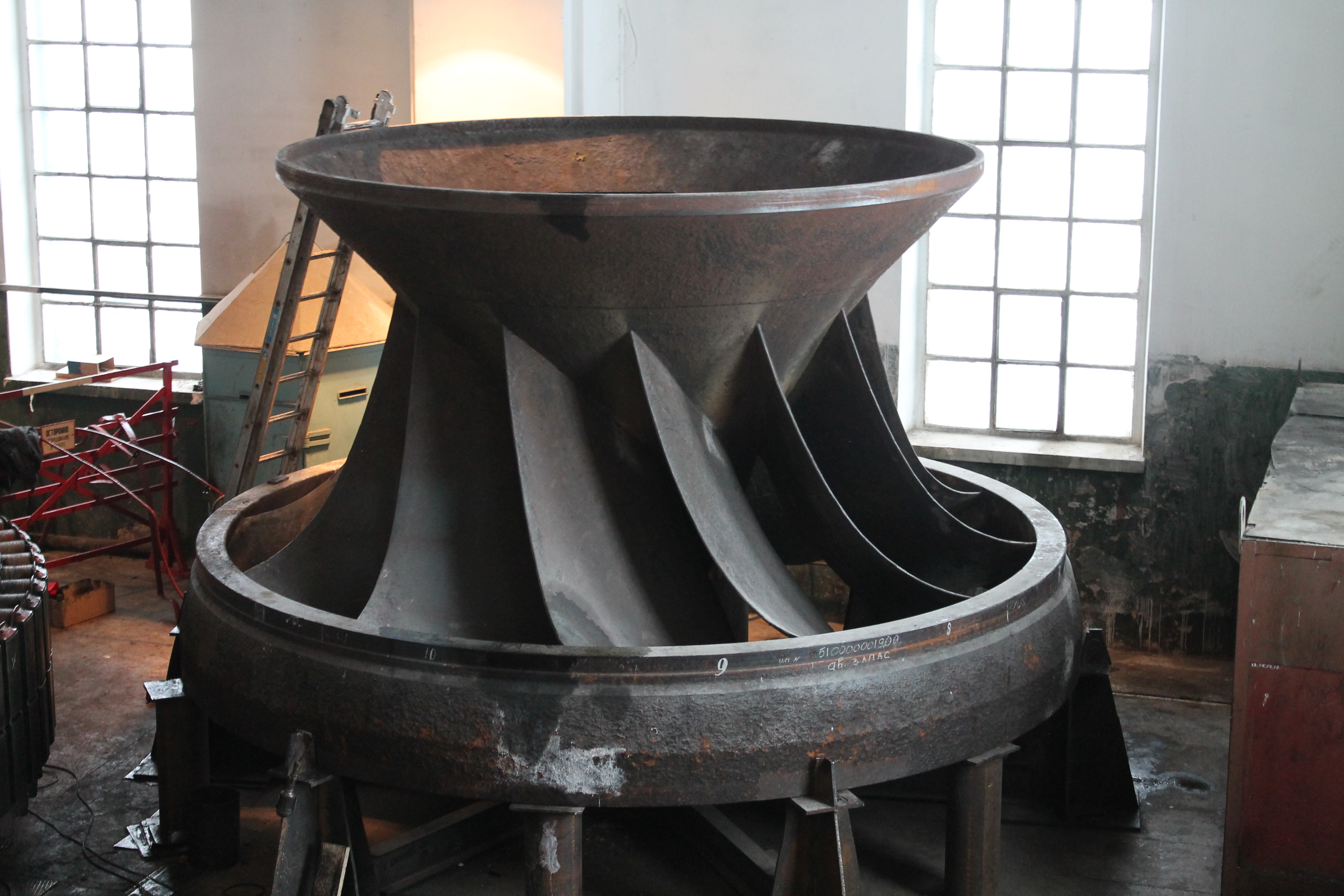
Рабочее колесо гидротурбины (старой)
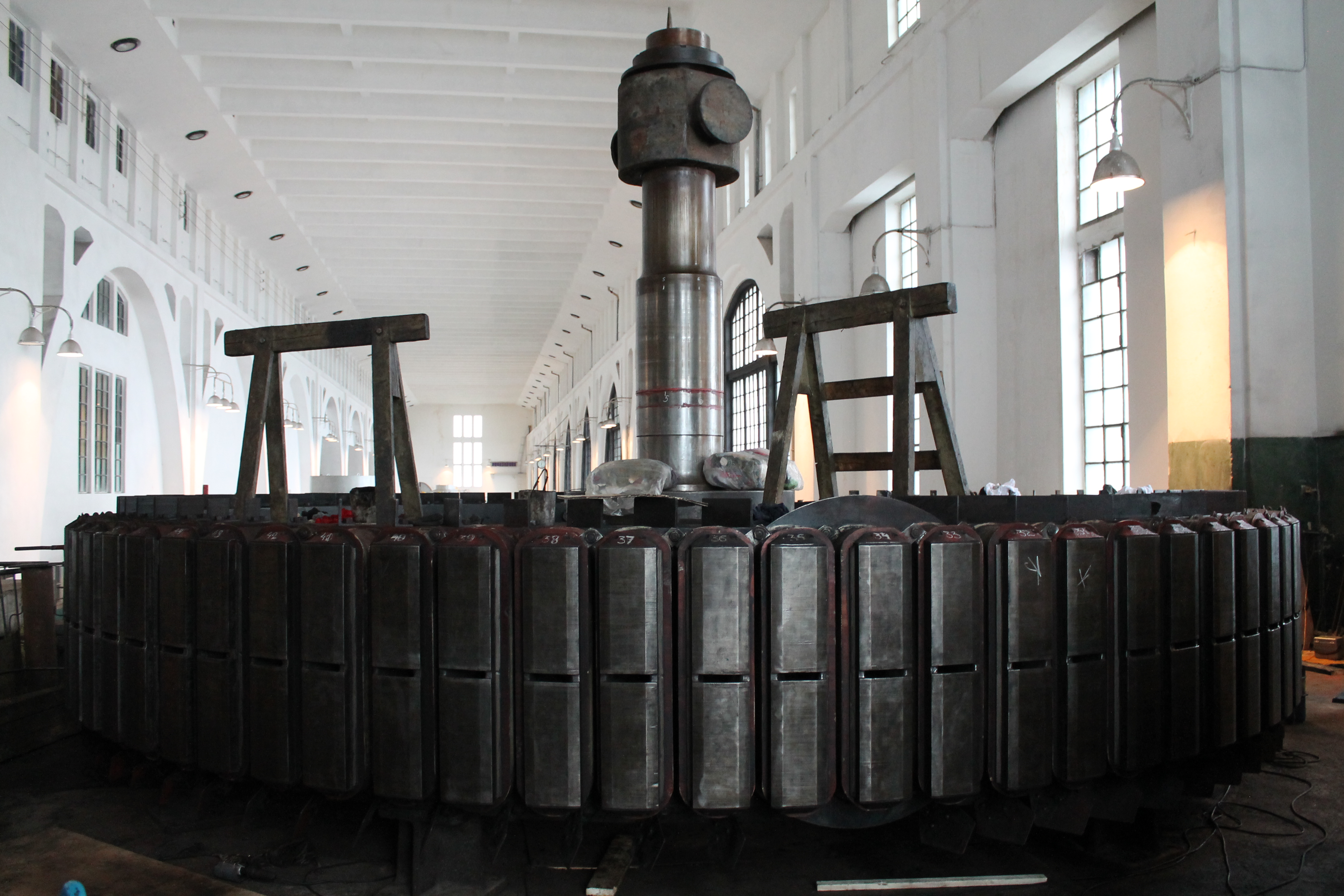
Ротор гидрогенератора (старого)

### Схема выдачи мощности
С генераторов электроэнергия на напряжении 10,5 кВ поступает на два силовых трансформатора ТРДЦН-63000/110-75У1 мощностью по 63 МВА и группу однофазных трансформаторов ЕУО 921 мощностью 35 МВА (находится в резерве), с них — в единую энергосистему через расположенное в здании ГЭС закрытое распределительное устройство (ЗРУ) 110 кВ по пяти линиям электропередачи:
- ВЛ 110 кВ Волховская ГЭС — ПС Пупышево («Волховская-1»);
- ВЛ 110 кВ Волховская ГЭС — ПС Волховстрой («Волховская-2»);
- ВЛ 110 кВ Волховская ГЭС — ПС Валим («Волховская-3»);
- ВЛ 110 кВ Волховская ГЭС — ПС Сясь c отпайками («Волховская-4»);
- ВЛ 110 кВ Волховская ГЭС — ПС Волхов с отпайками («Волховская-8»).

Также Волховская ГЭС по шести кабельным линиям напряжением 10 кВ обеспечивает энергоснабжение местных потребителей.

### Судоходный шлюз
Судоходный шлюз расположен на правом берегу. Шлюз однониточный однокамерный, общая длина шлюза составляет 225,55 м, полезная длина камеры — 144,5 м, полезная ширина камеры — 17,07 м. Система питания шлюза с донными галереями, время заполнения камеры шлюза — 8,5 минут, опорожнения — 10 минут. В районе нижней головы шлюза расположен поворотный технологический мост. В состав сооружений шлюза также входят образованные разделительными стенками и береговыми причальными линиями верхний подходной канал длиной 230,7 м и шириной по дну 38,4 м, а также нижний подходной канал (аванпорт) длиной 313,3 м и шириной по дну 52,7 м. Собственником судоходного шлюза является ФБУ «Администрация Волго-Балтийского бассейна внутренних водных путей».

Судоходный шлюз Волховской ГЭС
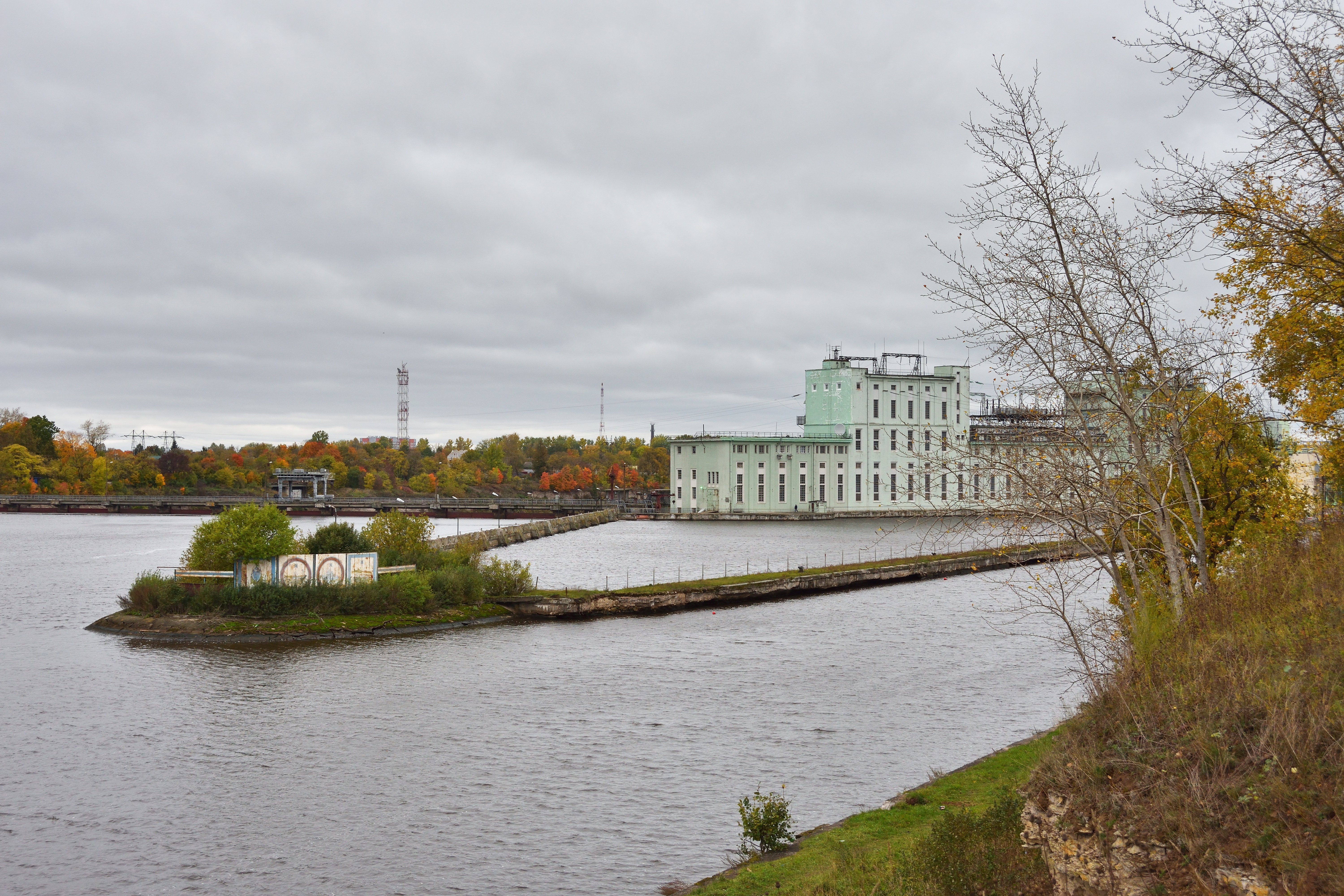
Верхний подходной канал и верхний островок
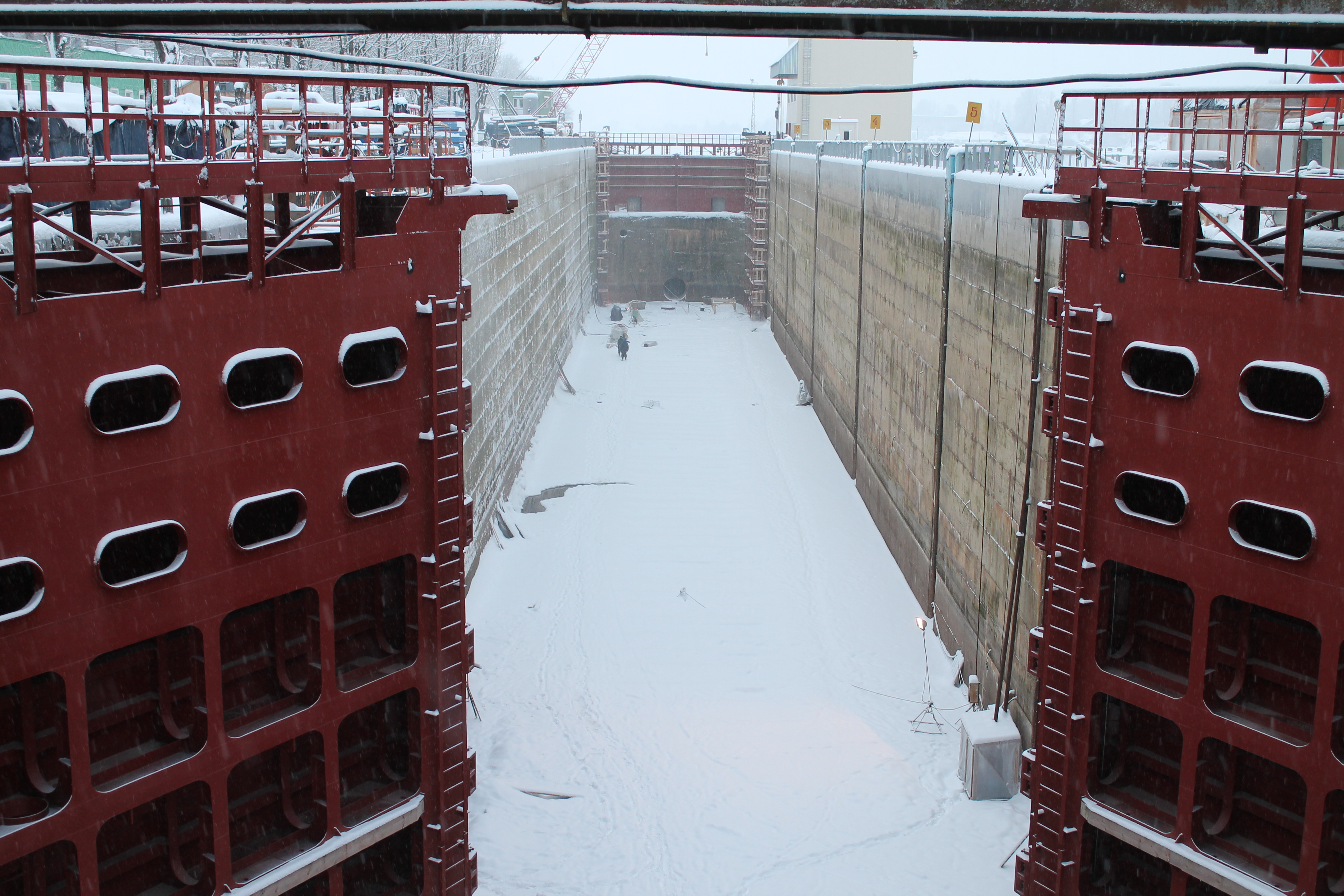
Камера и ворота шлюза

### Водохранилище
Напорные сооружения ГЭС образуют Волховское водохранилище. Площадь водохранилища при нормальном подпорном уровне 58 км², длина 10 км, максимальная ширина 360 м, максимальная глубина 17 м. Полная и полезная ёмкость водохранилища составляют 264 и 55 млн м³ соответственно, что позволяет осуществлять суточное регулирование стока (водохранилище обеспечивает покрытие гидроэлектростанцией пиков потребления в энергосистеме в течение суток). Отметка нормального подпорного уровня водохранилища составляет 15,54 м над уровнем моря (по Балтийской системе высот), форсированного подпорного уровня — 17,67 м, уровня мёртвого объёма — 14,5 м. При создании водохранилища было затоплено 10 000 га сельхозугодий.

## Экономическое значение
Волховская ГЭС работает в пиковой части графика нагрузок в энергосистеме Северо-Запада России. За годы эксплуатации станция выработала значительные объёмы возобновляемой электроэнергии, предотвратив сжигание большого количества ископаемого топлива (так, к 1968 году Волховская ГЭС выработала 14,4 млрд кВт·ч, предотвратив сжигание 4,35 млн тонн угля). Станция сыграла важную роль в развитии Ленинграда — в первые годы после пуска её доля в энергоснабжении города составляла более 40 %, при этом себестоимость электроэнергии Волховской ГЭС была значительно ниже, чем на тепловых электростанциях (3,5 копейки за кВт·ч против 5 копеек, в ценах конца 1920-х годов). В рамках строительства Волховской ГЭС была проложена кольцевая кабельная линия электропередачи напряжением 35 кВ, которая впервые объединила тепловые электростанции Ленинграда, ранее работавшие изолированно, в единую энергосистему. Также Волховская ГЭС обеспечивала энергоснабжение первого в СССР Волховского алюминиевого завода, введённого в эксплуатацию в 1932 году. В годы Великой Отечественной войны Волховская ГЭС играла важную роль в обеспечении электроэнергией блокадного Ленинграда через кабель жизни. Водохранилище станции затопило Волховские пороги, обеспечив сквозное судоходство по реке Волхов. Следствием строительства станции стало появление города Волхов, возникшего как посёлок гидростроителей.

## Экологические последствия
Волховская ГЭС перекрыла путь на нерест волховского сига, который ранее поднимался из Ладожского озера по Волхову в озеро Ильмень и далее реку Мсту. Построенный для пропуска сига рыбоход оказался неудачным, сиг в него заходить не стал, реконструкция рыбохода в 1975 году ситуацию кардинально не изменила, в результате рыбоход был выведен из эксплуатации и законсервирован. После строительства станции популяция волховского сига резко сократилась, он потерял промысловое значение (его промысел составлял более 300 тонн в год). В настоящее время волховский сиг включён в Красную книгу России, его численность поддерживается искусственным разведением на Волховском рыбоводном заводе.

## История строительства

### Проектирование
Расположенные на Волхове пороги создавали большие затруднения для прохода речных судов, особенно в меженный период, поэтому неоднократно предлагались различные мероприятия по улучшению условий судоходства, первые из таких предложений относятся к 1725 году. В 1824 году инженер Богданов предложил проект строительства на реке пяти шлюзов. К 1884 году относится проект инженеров И. Э. Вилькена и Б. Н. Кандибы, который впервые предполагал использование водной энергии реки — помимо трёх разборных плотин со шлюзами планировалась установка нескольких водяных турбин небольшой мощности. Первый проект собственно Волховской ГЭС был создан в 1899 году В. Ф. Добротворским, он предполагал строительство каменно-набросной плотины высотой 9,8 м с железобетонной диафрагмой и водосбросом, трёхкамерного шлюза, подводящего канала длиной 475 м, водосброса и здания ГЭС с 20 гидроагрегатами общей мощностью 37 476 л. с. (27,56 МВт). Вырабатываемую гидроэлектростанцией электроэнергию предполагалось передавать в Санкт-Петербург по линии постоянного тока напряжением 43,2 кВ.
В 1902 году свой первый проект Волховской ГЭС разработал Г. О. Графтио. В 1908 году К. Е. Литовченко в книге «Волхов и концессия на утилизацию его энергии» рассматривает вопрос о перспективах Волховской ГЭС и приходит к выводу, что основным фактором, препятствующим её возведению, являются проблемы правового характера, связанные с отсутствием в Российской империи законодательной базы, регулирующей строительство гидроэлектростанций. В 1910 году Министерство путей сообщения задумалось об электрификации Петербургского железнодорожного узла, источником электроэнергии для которого предполагалась Волховская ГЭС. Под руководством инженера Е. А. Палицына были проведены изыскания и составлен проект гидроэлектростанции руслового типа мощностью 30 МВт, с плотиной высотой 13 м, трёхкамерным шлюзом и передачей электроэнергии в Санкт-Петербург по линии электропередачи переменного тока напряжением 110 кВ. Одновременно свой проект Волховской ГЭС предложил Г. О. Графтио. В 1912 году оба инженера представили совместный проект гидроэлектростанции мощностью 60 000 л. с. (44,13 МВт), в котором Палицын отвечал за плотину и шлюз, а Графтио — за общую компоновку сооружений, здание ГЭС с восемью горизонтальными гидроагрегатами и схему выдачи мощности. Проект был рассмотрен Министерством путей сообщения и одобрен с изменением конструкции водосбросной плотины. Этот проект, после ряда доработок (в частности, в 1914 году горизонтальные гидроагрегаты были заменены на более мощные вертикальные), лёг в основу реализованного проекта Волховской ГЭС. Однако попытка инициировать возведение Волховской ГЭС путём передачи её строительства в концессию частным предпринимателям не увенчалась успехом по причине противодействия владельцев попадающих в зону затопления земельных участков, а также собственников тепловых электростанций в Санкт-Петербурге, стремившихся не допустить появления конкурента. Вступление России в Первую мировую войну, следствием чего стал разразившийся в 1915 году топливно-энергетический кризис, заставило вновь поднять вопрос о строительстве Волховской ГЭС, но проведённое в 1916 году межведомственное совещание по этому вопросу не привело к выработке окончательного решения.
В январе 1917 года состоялось заседание Совета министров, посвящённое вопросу строительства гидроэлектростанции на реке Вуоксе, на котором было принято решение о возведении ГЭС за государственный счёт, для координации работ был создан Правительственный Комитет по использованию водных сил. После Февральской революции Финляндия, на территории которой находился створ планируемой гидроэлектростанции, получила расширенную автономию, что осложнило решение вопроса о выделении необходимых земель. В связи с этим в июне 1917 года Комитет перешёл к обсуждению запасного варианта — строительству Волховской ГЭС, и в июле того же года Временное правительство утвердило перераспределение средств с гидроэлектростанции на Вуоксе на Волховскую ГЭС. За основу был взят проект Графтио и Палицына, который был доработан инженерами Б. Ю. Калиновичем и В. М. Родевичем, мощность ГЭС была определена в 30 МВт. Были начаты закупка строительных материалов и переговоры с иностранными фирмами о поставке оборудования.

### Строительство
Летом 1917 года были начаты подготовительные работы по строительству Волховской ГЭС — на железнодорожной станции Званка был создан складской комплекс, куда прибывали необходимые материалы. Однако в связи с Октябрьской революцией земляные работы на площадке начать не успели, и в феврале 1918 года строительство было законсервировано. В начале марта 1918 года В. И. Ленин даёт указание П. Г. Смидовичу встретиться с Графтио для уточнения информации о состоянии строительства и его стоимости, после встречи Графтио составляет смету строительства. 18 марта 1918 года Ленин, участвуя в заседании Электротехнического отдела и Комитета хозяйственной политики ВСНХ, дал указание «Волхов строить». В июле 1918 года СНК одобрил ассигнования на нужды строительства, которое возглавил инженер Г. Г. Кривошеин, его помощниками стали Г. О. Графтио и А. Д. Горчаков. В конце 1918 года Кривошеин был отстранён от должности и арестован, после чего строительство вплоть до его окончания возглавлял Графтио. Подготовительные работы по строительству Волховской ГЭС были возобновлены во втором полугодии 1918 года. В течение года велись изыскательские и проектные работы, наём персонала, были построены навесы для материалов и первые бараки для строителей. 
В 1919 году в связи с тяжёлым экономическим положением в стране и Гражданской войной строительство станции велось низкими темпами, было принято решение об остановке стройки, отменённое после вмешательства Ленина. В течение года велась заготовка материалов, геодезические работы, всего на стройке было задействовано свыше 400 человек, из них более 100 в управлении строительства и около 300 рабочих. 
С 1 января 1920 года строительство Волховской ГЭС с целью экономии средств было организационно объединено со строительством Свирской ГЭС, но в условиях экономической разрухи и Гражданской войны вести строительство сразу двух гидроэлектростанций не представлялось возможным, и в 1921 году работы по Свирской ГЭС были приостановлены в пользу приоритетного строительства Волховской ГЭС, которое было вновь выделено в отдельную организацию под руководством Графтио. В 1920 году темпы работ были несколько ускорены — была введена в работу временная электростанция, обеспечившая строительство электроэнергией, закончено сооружение подъездного железнодорожного пути, построены в общей сложности 89 зданий и сооружений, на стройке работали более 1000 человек. В декабре 1920 года был принят план ГОЭЛРО, в котором Волховская ГЭС называлась в качестве одного из первоочередных объектов.
Большую часть 1921 года строительство не финансировалось, встал вопрос о его приостановке. После очередного вмешательства Ленина 16 сентября 1921 года постановлением Совета труда и обороны строительство Волховской ГЭС было отнесено к разряду внеочередных и обеспечено необходимым финансированием, что позволило начать земляные работы на основных сооружениях станции. 
В 1922 году был начат монтаж кессонов, с помощью которых возводились сооружения гидроэлектростанции (всего при строительстве станции было использовано 47 кессонов — 20 в здании ГЭС, 10 на плотине и 17 на ледозащитной стенке), а также строительство ряжевых перемычек. Финансирование стройки в 1922 году продолжало оставаться нестабильным, значительно улучшившись в конце года. В конце 1922—1923 годах было заказано гидросиловое оборудование станции, в Швеции было создано представительство Волховстроя, наблюдавшее за выполнением заказов. 
В январе 1923 года была утверждена окончательная смета станции. В 1923 году было завершено сооружение фундамента здания ГЭС, после установки кессонов начато возведение водосливной плотины, был возведён ряжевый мост вдоль сооружений ГЭС, на строительстве станции работали до 14 900 человек. 
К апрелю 1924 года были завершены кессонные работы, при пропуске сильного половодья был затоплен котлован ГЭС, но перемычки котлована были быстро восстановлены и котлован был вновь осушен. В мае 1924 года было начато бетонирование шлюза, летом был начат монтаж сороудерживающих решёток и затворов турбин. Активно велись бетонные работы, всего в 1924 году было уложено более 100 тысяч м³ бетона. 
Летом 1925 года было завершено сооружение подводной части здания ГЭС и шлюза,  прекращён пропуск воды между кессонами водосливной плотины (сток реки проходил через водоспуск), в августе 1925 года после ввода в работу крана машинного зала был начат монтаж гидротурбин и в декабре того же года — монтаж гидрогенераторов. С конца 1925 года строительство Волховской ГЭС вступило в завершающую фазу. 
4 марта 1926 года было завершено строительство водосливной плотины. 28 июля 1926 года открыто судоходство по Волхову через шлюз Волховской ГЭС. 5 декабря 1926 года был произведён пробный пуск гидротурбин, 19 декабря того же года при участии членов правительства состоялось торжественное открытие Волховской ГЭС, были пущены три первых гидроагрегата. В 1927 году были пущены остальные гидроагрегаты, и 12 августа 1927 года Волховская ГЭС вышла на проектную мощность 58 МВт.
Факты о строительстве:
- В ходе строительства была произведена выемка 127 тыс. м³ мягкого грунта и 604 тыс. м³ скального грунта, уложено 21 тыс. м³ каменной наброски, а также 227 тыс. м³ бетона и железобетона, смонтировано 2070 т металлоконструкций и механизмов[40].
- Оборудование для Волховской ГЭС изготавливали как советские, так и зарубежные (шведские) предприятия. Восемь основных гидротурбин были изготовлены заводом «Веркстаден Кристинехамн», две вспомогательные гидротурбины, а также регуляторы скорости всех гидротурбин — заводом «Нидквист и Хольм», четыре основных гидрогенератора, силовые трансформаторы, выключатели распределительного устройства и электрооборудование собственных нужд — фирмой ASEA, четыре основных и два вспомогательных генератора — заводом «Электросила», гидромеханическое оборудование (затворы, сороудерживающие решётки) — заводом «Красный путиловец», большая часть кранового оборудования — Ленинградским металлическим заводом, механическое оборудование шлюзов — Невским машиностроительным заводом[41].
- Общая стоимость строительства Волховской ГЭС, включая судоходный шлюз и схему выдачи мощности, составила 90 млн рублей (в ценах 1920-х годов), в том числе собственно гидроэлектростанции — 56 млн рублей[42].
- Волховская ГЭС стала первой крупной гидроэлектростанцией, построенной в СССР (а также на территории, ранее занимаемой Российской империей). С её возведением впервые был получен опыт проектирования крупных гидроэлектростанций, масштабных бетонных и монтажных работ при возведении ГЭС.
- Шлюз Волховской ГЭС стал первым в СССР шлюзом из железобетона, а также первым шлюзом с высоким напором (более 10 метров, напор на ранее построенных шлюзах составлял 1,5—3 метра).
- Одновременно со станцией была построена двухцепная линия электропередачи напряжением 110 кВ длиной 130 км, вторая (после ЛЭП Кашира — Москва) такого класса напряжения и наибольшая по протяжённости в СССР, а также 70-километровая кольцевая кабельная линия напряжением 35 кВ вокруг Ленинграда, ставшие основой Ленинградской энергосистемы[43][44].

## Эксплуатация
В 1929 году на гребне водосливной плотины была установлена деревянная надстройка, что позволило увеличить уровень водохранилища на 2,1 м. Одновременно возрос напор на гидротурбинах, что позволило увеличить мощность станции с 58 МВт до 66 МВт (8×8, 2×1 МВт). В 1936 году Постановлением ВЦИК СССР Волховской ГЭС было присвоено имя В. И. Ленина. Всего до начала Великой Отечественной войны Волховская ГЭС выработала 4,9 млрд кВт·ч электроэнергии.
7 сентября 1941 года после захвата немецкими войсками участка ЛЭП была прекращена подача электроэнергии Волховской ГЭС в Ленинград. 9 сентября 1941 года вышло Постановление Государственного Комитета Обороны об эвакуации Волховской ГЭС. В сентябре — начале ноября значительная часть оборудования станции (генераторы, трансформаторы, электрооборудование; всего около 300 вагонов и платформ) и её персонала были вывезены, в основном в Ташкент и на Урал. Рабочие колёса гидротурбин эвакуированы не были, поскольку их габариты не позволяли транспортировку железнодорожным транспортом. На Волховской ГЭС остались два вспомогательных гидроагрегата, обеспечивающих нужды города Волхов и Волховского фронта, и 18 человек обслуживающего персонала. Гидроагрегаты были защищены стеной из деревянных брусьев и мешков с песком. 29 сентября 1941 года был получен приказ о минировании Волховской ГЭС, 10 ноября немецкие войска приблизились к Волхову, возникла непосредственная угроза захвата гидроэлектростанции. С 21 ноября по 9 декабря Волховская ГЭС неоднократно обстреливалась, в сооружения гидроэлектростанции, в том числе в машинный зал, попало несколько снарядов. Особенно опасным было попадание крупнокалиберного снаряда 25 ноября, вызвавшее срабатывание детонирующего шнура, при помощи которого планировалось произвести взрыв станции; поскольку в заложенные заряды взрывчатки не были вставлены капсюли-детонаторы, взрыва не произошло, а возникший на мостовом кране пожар с горением зарядов взрывчатки был ликвидирован. Всё это время два вспомогательных гидроагрегата Волховской ГЭС продолжали вырабатывать электроэнергию.
В начале декабря 1941 года в результате контрнаступления советских войск угроза захвата Волховской ГЭС была снята. Одновременно в блокадном Ленинграде сложилось крайне тяжёлая ситуация с энергоснабжением — находящиеся в городе тепловые электростанции страдали от крайнего дефицита топлива, электроэнергия в очень ограниченных количествах подавалась только на жизненно важные объекты. 27 декабря 1941 года народным комиссаром электростанций СССР был издан приказ о восстановлении станции, в первую очередь было необходимо смонтировать три гидроагрегата. В феврале 1942 года прибыли первые эшелоны с оборудованием, был начат его монтаж. 30 апреля был введён в эксплуатацию гидроагрегат № 4, 14 августа — № 2 и 19 августа — № 3. Для передачи электроэнергии станции в блокадный Ленинград были сооружены новые линии электропередачи, включая проложенные по дну Ладожского озера пять ниток электрического кабеля, известного как кабель жизни, и 23 сентября 1942 года осаждённый город начал получать электроэнергию с Волховской ГЭС. Максимальная передаваемая по кабелям мощность составляла 15—17 МВт, поэтому в декабре 1942 года в дополнение к ним по льду Ладожского озера была проложена воздушная ЛЭП, просуществовавшая до конца марта 1943 года; это позволило увеличить передаваемую мощность до 25,5—28,5 МВт. В 1943 году были смонтированы ещё два гидроагрегата со станционными номерами 5 и 6, последние два гидроагрегата, часть оборудования которых была повреждена при эвакуации, были введены в эксплуатацию в апреле и сентябре 1944 года, после чего Волховская ГЭС вышла на довоенную мощность. Окончательно восстановление станции было завершено в 1945 году. Восстановительные работы и эксплуатация Волховской ГЭС в 1942—1943 годах проходили в условиях частых налётов немецкой авиации, результатом которых стали неоднократные попадания авиабомб в станцию. Для защиты оборудования вся площадь машинного зала была разбита на отсеки стенками из деревянного бруса, отделяющих гидроагрегаты друг от друга, ответственное оборудование также защищалось сверху бревенчатым накатом, оконные проёмы были заложены.
За годы войны Волховская ГЭС выработала около 1 млрд. кВт·ч  электроэнергии, из них около 100 млн кВт·ч было направлено в блокадный Ленинград. Также для нужд военных перевозок активно использовался судоходный шлюз. За самоотверженный труд в годы войны коллективу станции было передано на вечное хранение Красное Знамя Министерства электростанций
| Выработка электроэнергии Волховской ГЭС в 1941—1945 годах |       |      |       |       |       |        |
| Год                                                       | 1941  | 1942 | 1943  | 1944  | 1945  | Всего  |
| Выработка, млн кВт·ч                                      | 280,5 | 34,4 | 203,4 | 265,3 | 332,7 | 1116,3 |

В 1966 году, к 50-летию ввода станции в эксплуатацию и за успехи в выполнении семилетнего плана трудовой коллектив Волховской ГЭС был награждён Орденом Трудового Красного Знамени, в 1976 году за большие заслуги в развитии отечественной гидроэнергетики станция была награждена орденом Ленина.
С января 1927 года Волховская ГЭС входила в состав Ленинградского районного управления «Ленэнерго» (до 1932 года носившего название трест «Электроток»), в 1989 году преобразованного в производственное объединение энергетики и электрификации «Ленэнерго», а в 1992 году в АООТ (позднее ОАО) «Ленэнерго». В 2005 году в рамках реформы РАО «ЕЭС России» гидроэлектростанции Ленинградской области, в том числе и Волховская ГЭС, были выделены из состава «Ленэнерго» и переданы в состав ПАО «ТГК-1». Организационно станция входит в Невский филиал компании, структурное подразделение Каскад Ладожских ГЭС.

## Модернизация
В ходе эксплуатации станция неоднократно модернизировалась. В 1950-е годы были смонтированы два новых трёхфазных трансформатора фирмы «Браун Бовери», заменены выключатели распределительного устройства, проведены работы по автоматизации станции (что позволило снизить численность персонала более чем в три раза) и введению возможности её управления дистанционно с пульта Ленэнерго. В 1965 году была завершена замена обмоток статоров генераторов. В 1967—1973 годах была реконструирована водосливная плотина, которая изначально имела нерегулируемый водосброс с переливной стенкой, включающийся в работу автоматически, на котором с 1929 года ежегодно после половодья собиралась деревянная надстройка. В ходе реконструкции была увеличена высота плотины путём строительства на её гребне бычков и перекрывающих пролёты между ними затворов, что позволило исключить деревянную надстройку. Пропускная способность плотины за счёт уменьшения водосбросного фронта сократилась примерно на 20 %. В 1975 году был перестроен рыбоход с изменением его конструкции с лотковой на шлюзовую. В 1976 году был утверждён проект реконструкции станции с полной заменой всех гидроагрегатов, гидромеханического и электротехнического оборудования, но его реализация ведётся медленными темпами и до настоящего времени не завершена. В 1993—1996 годах были заменены три гидроагрегата (станционные номера 6, 7 и 8) в 2009 году — ещё один гидроагрегат (станционный номер 1), новые гидроагрегаты с более эффективным оборудованием имеют возросшую до 12 МВт мощность. Кроме того, в 1990-х годах в результате изменения формы рабочих колёс гидротурбин (модернизация выходных кромок лопастей) мощность старых гидроагрегатов возросла с 8 МВт до 9 МВт. Все эти мероприятия позволили увеличить мощность станции с 66 МВт до 88 МВт. В 2019 году были выведены из эксплуатации два вспомогательных гидроагрегата мощностью по 1 МВт, в результате мощность станции уменьшилась с 88 до 86 МВт.
В 2012—2016 годах был проведён первый этап реконструкции судоходного шлюза Волховской ГЭС, включающий в себя замену ворот и другого оборудования шлюза, а также замену дефектного бетона голов и камеры шлюза. Второй этап реконструкции, включающий в себя обновление верхнего и нижнего подходного каналов, а также замену поворотного моста, планируется выполнить в 2022—2024 годах.

## Волховская ГЭС в культуре

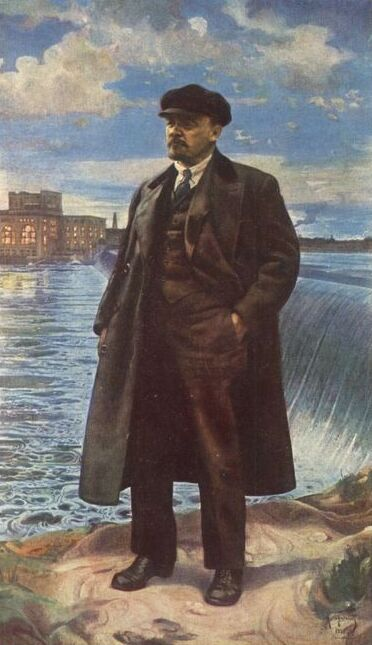
И. И. Бродский. В. И. Ленин на фоне Волховстроя. 1927 год

В 1927 году художником И. И. Бродским была написана картина «В. И. Ленин на фоне Волховстроя» (Ленин, сыгравший значительную роль в судьбе станции, никогда её строительство не посещал). 
В 1928 году после поездки на Волховскую ГЭС художником В. С. Сварогом были созданы акварели «Волховстрой» и «Арматурщики». 
Съёмки фильма Дзиги Вертова «Одиннадцатый» (1928) частично проходили на Волховской ГЭС.
В 1978 году режиссёром Г. С. Казанским на киностудии «Ленфильм» был снят биографический художественный фильм «Инженер Графтио», в котором показана история строительства Волховской ГЭС. 
В 2016 году на станции были открыты музей истории гидроэлектростанции, включающий в себя рабочий кабинет Графтио, а также монумент строителям и энергетикам Волховской ГЭС, представляющий собой установленное на постамент бывшее рабочее колесо гидротурбины.
На фасаде здания Волховской ГЭС размещены барельеф Ленина и две мемориальные таблички, посвящённые присвоению станции имени Ленина и награждению её орденом Ленина. Внутри здания ГЭС находятся памятник Графтио, статуя Ленина и две мемориальные таблички, одна из которых посвящена изготовленным заводом «Электросила» гидрогенераторам, а вторая установлена в честь академика Б. Е. Веденеева, принимавшего участие в строительстве гидроэлектростанции.
Здание Волховской ГЭС было изображено на почтовой марке СССР 1929 года (№ 329), а также на двух почтовых марках СССР 1951 года, посвящённых 25-летию со дня пуска станции (№ 1665 и № 1666).

### В филателии

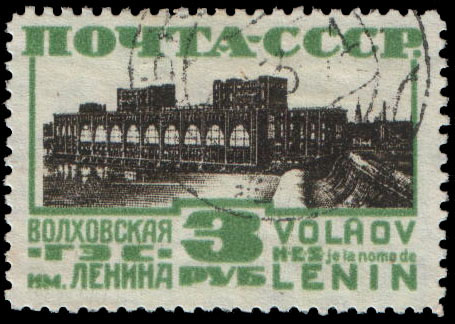
Стандартная почтовая марка СССР с изображением станции. 1930 год
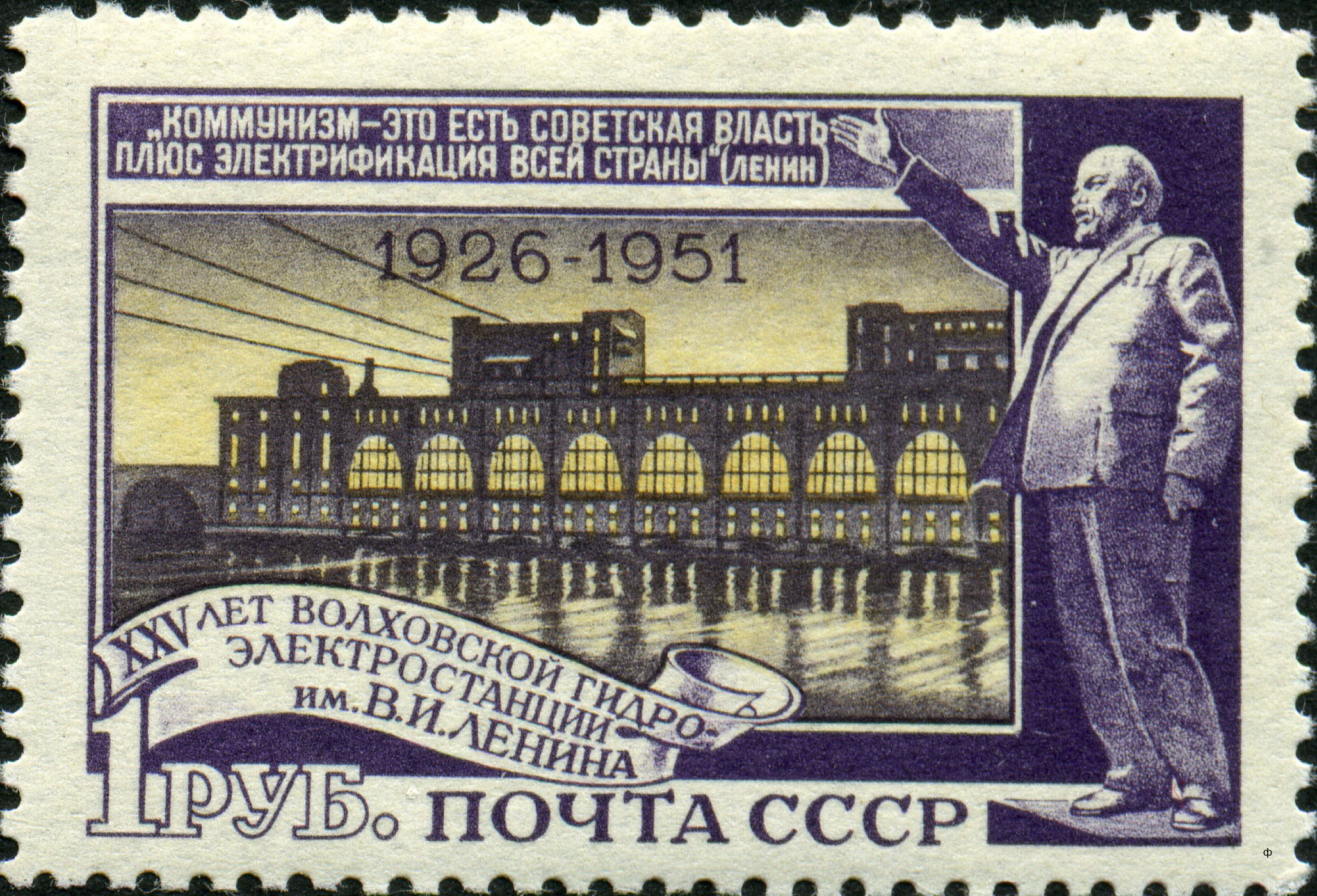
25 лет Волховской ГЭС. Почтовая марка СССР, 1951 год.

### Комментарии
1. ↑  Аванкамера — водное пространство (бассейн) перед зданием гидроэлектростанции, отделённое гидротехническими сооружениями от водохранилища.
2. ↑  Бычок (бык) — промежуточная опора, расположенная на плотине, служащая для размещения затворов водосброса, а также пролётов моста